# Mao Mao
Il Mao Mao (o Mau Mau) è un popolare gioco di carte molto diffuso in Baviera e nell'ex territorio del Tirolo.

## Principali regole

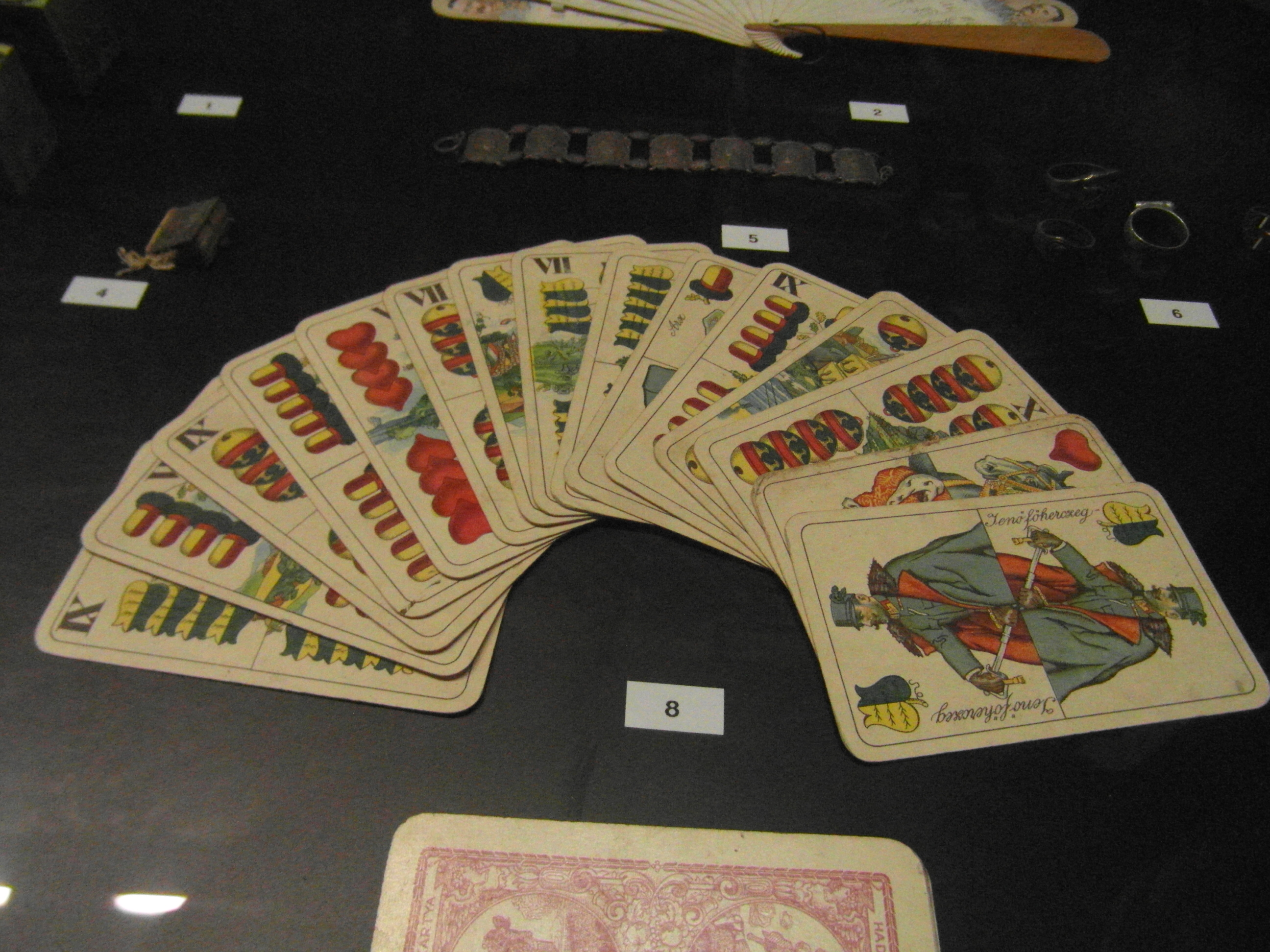
Carte storiche da Watten, presso il castello di Rovereto

Il gioco assomiglia molto al gioco Uno (della Mattel) o a Solo (della Amigo), ma si gioca con un normalissimo mazzo di carte francesi, nella versione tirolese invece, viene utilizzato un mazzo diverso (quello tirolese, usato anche per il gioco del Watten) ed ha alcune varianti nelle regole.
Può essere giocato da due a più giocatori di ogni età. Ad ogni giocatore vengono distribuite 5 carte, mentre le rimanenti costituiscono il mazzo da dove pescare le carte successive: si volta quindi con la faccia rivolta verso l'alto la prima carta della pila.
La persona cui ha ricevuto per prima le carte avrà il compito di iniziare il gioco, proseguendo in senso orario.
Il gioco procede in maniera molto semplice: il giocatore ha il compito di scartare una carta alla volta, cominciando con una dello stesso seme o dello stesso valore di quella appena voltata, a fianco del mazzo. Se un giocatore tra le proprie carte non ne ha una dello stesso seme e/o dello stesso valore, sarà costretto a pescare dal mazzo una carta e passare il turno. Non è possibile pescare una carta e giocarla nello stesso turno (nella versione tirolese invece è consentito pescare e scartare la carta immediatamente).
Quando un giocatore rimane con una sola carta in mano, deve annunciare ad alta voce "ultima carta" (nella versione tirolese si usa invece dire "Mao"), prima che il giocatore successivo getti la sua carta, oppure dichiari di passare. Dimenticarsi di farlo causa l'obbligo di pescare due carte dal mazzo nominate "inganno e menzogna" (tali nomi non sono presenti nella versione tirolese). Tale penalità andrà inflitta, tuttavia, solo se un altro giocatore si accorgerà del fatto.
Allo scartare dell'ultima carta il giocatore dovrà annunciare ad alta voce "Mao" ("Mao Mao" nella versione tirolese) per vincere la partita. Nel caso invece chiudesse la partita con un fante dovrebbe annunciare "Mao Mao". Nel caso non pronunciasse tale parola, gli verrebbero assegnate 3 carte nominate "inganno", "menzogna" e "nominare il nome del grande Mao invano".
Vince il gioco chi per primo rimane senza carte in mano.

## Carte speciali
Nel gioco di Mao Mao esistono alcune ulteriori regole riguardanti le carte speciali. Queste ulteriori regole possono subire molte variazioni dal luogo dove si gioca.
Qui si riportano le regole del gioco nella versione tirolese quindi con le relative carte da gioco.

### Ober
Quando viene giocata questa carta, il giocatore immediatamente successivo è costretto a pescare due carte dal mazzo e saltare il turno di gioco, oppure a rispondere con una carta equivalente (un altro Ober) e causare a sua volta che il giocatore successivo debba perscare 2+2 carte. Ovviamente, se anche il giocatore dopo dovesse essere in possesso di una carta equivalente, il totale delle carte da pescare salirà di altre 2 e così via fino a che un giocatore non si trovi nell'impossibilità di rispondere con la stessa carta. Se tale carta dovesse essere la prima, voltata ad inizio partita, dovranno essere rispettate le stesse regole di comportamento sopra specificate.
Se si gioca invece con altro mazzo, al posto della figura dell'Ober, si considera la carta "sette".

### Nove
Questa carta permette di cambiare il seme del gioco in essere. È possibile giocarla in qualsiasi momento.
Se questa carta dovesse essere la prima del gioco, il giocatore che ha mescolato le carte dovrà decidere il seme del gioco.
Se si gioca invece con altro mazzo, al posto della carta "nove", si considera la carta del "jack", ovvero l'"undici".

### Altre carte
Esistono poi altre carte che possono avere altre regole, a seconda della versione del gioco.

#### Asso
Questa carta permette di far saltare un turno al giocatore seguente. Se questa carta dovesse essere la prima del gioco, allora il primo giocatore automaticamente salterà il suo primo turno.
Se si gioca invece con altro mazzo, al posto della carta dell'"asso", si considera la carta "otto".

#### Cambio giro
In alcune versioni esiste anche una carta per il cambio giro da orario ad antiorario, o viceversa.

## Alto Adige
in Alto Adige a volte si gioca con le carte trentine, con le seguenti modifiche per le carte speciali.

### Asso
Il giocatore successivo a chi ha giocato l'asso, salta il turno.

### Fante
Il giocatore successivo a chi ha giocato il fante deve pescare due carte, se anche questo ha un fante il successivo ne pescherà quattro e così a seguire.

### Cavallo
Questa carta può scegliere il seme di gioco.

### Re
Il Re cambia il giro di gioco.

### Taglio del mazzo
Al momento di mescolare di carte, il giocatore precedente al mazziere al momento del "taglio" può guardare l'ultima carta e se questa è un cavallo lo può tenere.

## Varianti del nome e delle carte da gioco
| Nome del gioco | Zona              | Carte da gioco             |
| -------------- | ----------------- | -------------------------- |
| Auflegen       | Germania          | francesi                   |
| Tschau Sepp    | Svizzera          | tedesche o svizzere        |
| Neunerln       | Austria e Baviera | bavaresi                   |
| Pumba          | Spagna            | non noto                   |
| Makao          | Polonia           | non noto                   |
| Prší           | Repubblica Ceca   | bavaresi                   |
| Mau-Mau        | Brasile           | anglo-americane o francesi |
| Agonia         | Grecia            | francesi                   |